# Laak (Gelderland)
Laak is een buurtschap in de Nederlandse gemeente Wijchen, gelegen in de provincie Gelderland. Het ligt in het westen van de gemeente tussen De Tuut en Batenburg.
Dorpen: Alverna · Balgoij · Batenburg · Bergharen · Hernen · Leur · Niftrik · Wijchen

Buurtschappen: Boskant · Bullenkamp · Den Hoef · Heiveld · Hoogbroek · Klispoel · Laak · Lienden · Lunen · Teersdijk · Wezel

Voormalige dorpen: Woezik

Gelderland: Steden en dorpen in Gelderland      Nederland: Provincies · Gemeenten